# Temporada 1986-87 de los San Antonio Spurs
La temporada 1986-87 fue la undécima de los San Antonio Spurs en la NBA, tras la fusión de la liga con la ABA, donde había jugado nueve temporadas, seis en Dallas y tres en San Antonio. La temporada regular acabó con 28 victorias y 54 derrotas, ocupando el undécimo puesto de la conferencia Oeste no logrando clasificarse para los playoffs.

## Elecciones en elDraft
| Ronda | Puesto | Jugador          | Posición | Nacionalidad   | Universidad      |
| ----- | ------ | ---------------- | -------- | -------------- | ---------------- |
| 1     | 10     | Johnny Dawkins   | PG       | Estados Unidos | Duke             |
| 2     | 33     | Kevin Duckworth  | C        | Estados Unidos | Eastern Illinois |
| 3     | 48     | Forrest McKenzie | Alero    | Estados Unidos | Loyola Marymount |

## Temporada regular
| División Medio Oeste | División Medio Oeste | División Medio Oeste | División Medio Oeste | División Medio Oeste | División Medio Oeste | División Medio Oeste | División Medio Oeste | División Medio Oeste |
| Equipo               | G                    | P                    | %                    | PD                   | Casa                 | Fuera                | Div                  |                      |
| -------------------- | -------------------- | -------------------- | -------------------- | -------------------- | -------------------- | -------------------- | -------------------- | -------------------- |
| y-Dallas Mavericks   | 55                   | 27                   | .671                 | –                    | 35–6                 | 20–21                | 19–11                |                      |
| x-Utah Jazz          | 44                   | 38                   | .537                 | 11                   | 31–10                | 13–28                | 19–11                |                      |
| x-Houston Rockets    | 42                   | 40                   | .512                 | 13                   | 25–16                | 17–24                | 19–11                |                      |
| x-Denver Nuggets     | 37                   | 45                   | .451                 | 18                   | 27–14                | 10–31                | 14–16                |                      |
| Sacramento Kings     | 29                   | 53                   | .354                 | 26                   | 20–21                | 9–32                 | 10–20                |                      |
| San Antonio Spurs    | 28                   | 54                   | .341                 | 27                   | 21–20                | 7–34                 | 9–21                 |                      |

## Estadísticas
| Rk | Jugador           | Edad | P  | PT | MP   | TC  | TCI  | %TC  | T3  | T3I | %T3   | TL  | TLI | %TL   | RO  | RD  | RT  | AS  | RB  | TAP | BP  | FP  | PTS  |
| -- | ----------------- | ---- | -- | -- | ---- | --- | ---- | ---- | --- | --- | ----- | --- | --- | ----- | --- | --- | --- | --- | --- | --- | --- | --- | ---- |
| 1  | Alvin Robertson   | 24   | 81 | 78 | 33.3 | 7.3 | 15.6 | .466 | 0.2 | 0.6 | .271  | 3.0 | 4.0 | .753  | 2.3 | 2.9 | 5.2 | 5.2 | 3.2 | 0.4 | 3.0 | 3.3 | 17.7 |
| 2  | Dave Greenwood    | 29   | 79 | 78 | 32.7 | 4.3 | 8.3  | .513 | 0.0 | 0.1 | .500  | 3.1 | 3.9 | .785  | 3.2 | 6.7 | 9.9 | 3.0 | 0.9 | 0.6 | 2.0 | 3.1 | 11.6 |
| 3  | Artis Gilmore     | 37   | 82 | 74 | 29.3 | 4.2 | 7.1  | .597 | 0.0 | 0.0 |       | 3.0 | 4.3 | .680  | 2.3 | 4.8 | 7.1 | 1.8 | 0.5 | 1.2 | 2.2 | 2.9 | 11.4 |
| 4  | Walter Berry      | 22   | 56 | 45 | 28.0 | 7.2 | 13.5 | .529 | 0.0 | 0.1 | .000  | 3.3 | 5.1 | .648  | 2.4 | 3.0 | 5.4 | 1.9 | 0.6 | 0.7 | 2.7 | 3.4 | 17.6 |
| 5  | Mychal Thompson   | 32   | 49 | 6  | 24.7 | 4.7 | 10.8 | .436 | 0.0 | 0.0 | 1.000 | 2.9 | 4.0 | .735  | 1.9 | 3.8 | 5.6 | 1.8 | 0.6 | 0.8 | 1.6 | 2.4 | 12.3 |
| 6  | Tyrone Corbin     | 24   | 31 | 15 | 23.6 | 3.6 | 8.5  | .428 | 0.0 | 0.0 |       | 1.6 | 2.2 | .731  | 1.7 | 2.2 | 3.8 | 2.6 | 1.2 | 0.1 | 1.5 | 2.6 | 8.9  |
| 7  | Jon Sundvold      | 25   | 76 | 42 | 23.2 | 4.8 | 9.9  | .486 | 0.7 | 2.0 | .336  | 0.9 | 1.1 | .833  | 0.3 | 1.0 | 1.3 | 4.1 | 0.5 | 0.0 | 1.3 | 1.4 | 11.2 |
| 8  | Mike Mitchell     | 31   | 40 | 18 | 23.1 | 5.2 | 12.0 | .435 | 0.0 | 0.1 | .500  | 2.3 | 2.8 | .821  | 1.0 | 1.6 | 2.6 | 1.0 | 0.5 | 0.2 | 1.3 | 1.7 | 12.7 |
| 9  | Johnny Moore      | 28   | 55 | 27 | 22.4 | 3.6 | 8.1  | .442 | 0.4 | 1.4 | .278  | 1.0 | 1.3 | .800  | 0.6 | 1.2 | 1.8 | 4.5 | 1.5 | 0.1 | 1.9 | 1.8 | 8.6  |
| 10 | Johnny Dawkins    | 23   | 81 | 14 | 20.8 | 4.1 | 9.4  | .437 | 0.2 | 0.6 | .298  | 1.9 | 2.4 | .801  | 0.7 | 1.4 | 2.1 | 3.6 | 0.8 | 0.0 | 1.5 | 1.5 | 10.3 |
| 11 | Ed Nealy          | 26   | 60 | 7  | 16.3 | 1.4 | 3.2  | .438 | 0.1 | 0.5 | .129  | 0.9 | 1.2 | .739  | 1.6 | 3.1 | 4.7 | 1.4 | 0.7 | 0.2 | 0.6 | 2.4 | 3.7  |
| 12 | Anthony Jones     | 24   | 49 | 3  | 15.2 | 2.4 | 5.9  | .412 | 0.1 | 0.4 | .368  | 0.8 | 1.1 | .788  | 0.8 | 1.1 | 1.9 | 1.3 | 0.7 | 0.4 | 0.8 | 1.4 | 5.8  |
| 13 | Larry Krystkowiak | 22   | 68 | 2  | 14.8 | 2.5 | 5.5  | .456 | 0.0 | 0.2 | .083  | 1.6 | 2.2 | .743  | 1.1 | 2.4 | 3.5 | 1.3 | 0.3 | 0.2 | 1.0 | 2.1 | 6.6  |
| 14 | Frank Brickowski  | 27   | 7  | 0  | 11.9 | 1.4 | 4.3  | .333 | 0.0 | 0.6 | .000  | 1.4 | 1.6 | .909  | 1.1 | 1.6 | 2.7 | 0.7 | 0.9 | 0.3 | 1.0 | 1.9 | 4.3  |
| 15 | Kevin Duckworth   | 22   | 14 | 1  | 8.7  | 1.3 | 3.2  | .400 | 0.0 | 0.0 |       | 0.6 | 1.0 | .643  | 0.9 | 1.3 | 2.2 | 0.4 | 0.4 | 0.2 | 0.3 | 1.9 | 3.2  |
| 16 | Forrest McKenzie  | 23   | 6  | 0  | 7.0  | 1.2 | 4.7  | .250 | 0.2 | 0.3 | .500  | 0.3 | 0.3 | 1.000 | 0.3 | 0.8 | 1.2 | 0.2 | 0.2 | 0.0 | 0.5 | 1.5 | 2.8  |
| 17 | Mike Brittain     | 23   | 6  | 0  | 4.8  | 0.7 | 1.5  | .444 | 0.0 | 0.0 |       | 0.2 | 0.3 | .500  | 0.3 | 0.3 | 0.7 | 0.3 | 0.2 | 0.0 | 0.3 | 0.5 | 1.5  |

## Galardones y récords
| Jugador         | Galardón                                    |
| Alvin Robertson | Mejor quinteto defensivo de la NBA All-Star |